# Panické Dravce
Panické Dravce (in ungherese Panyidaróc) è un comune della Slovacchia facente parte del distretto di Lučenec, nella regione di Banská Bystrica.